# Нормална наука
Нормална наука е понятие на Томас Кун, въведено в книгата му „Структурата на научните революции“. Терминът се отнася до рутинната работа на учените в рамките на една парадигма. Нормалната наука представлява бавно акумулиране на детайли в съответствие с някаква установена основополагаща теория, но без да се отправят предизвикателства към нея или да се подлагат на проверка залегналите в основата ѝ допускания. Кун нарича тази форма на научната работа „решаване на главоблъсканици“ (англ puzzle solving).
Според Кун в нормалната наука има вграден механизъм, който осигурява разхлабване на рестрикциите, ограничаващи изследването. Самият ход на нормалната наука води до завладяване на нови територии, а това означава, че става все по-вероятно да се появят задачи, които не се поддават на решение с класическите методи на парадигмата. Това води до търсене на все по-нетрадиционни решения и така се ражда новата парадигма – ново образцово решение на проблем, което задава новата ортодоксия, новата нормална наука.
На понятието за нормална наука противостои това за екстраординарна или революционна наука – периоди, когато липсва господстваща парадигма.
Силвио Фунтовиц и Жером Рейвец предлагат концепцията за пост-нормална наука.